# Spidercam

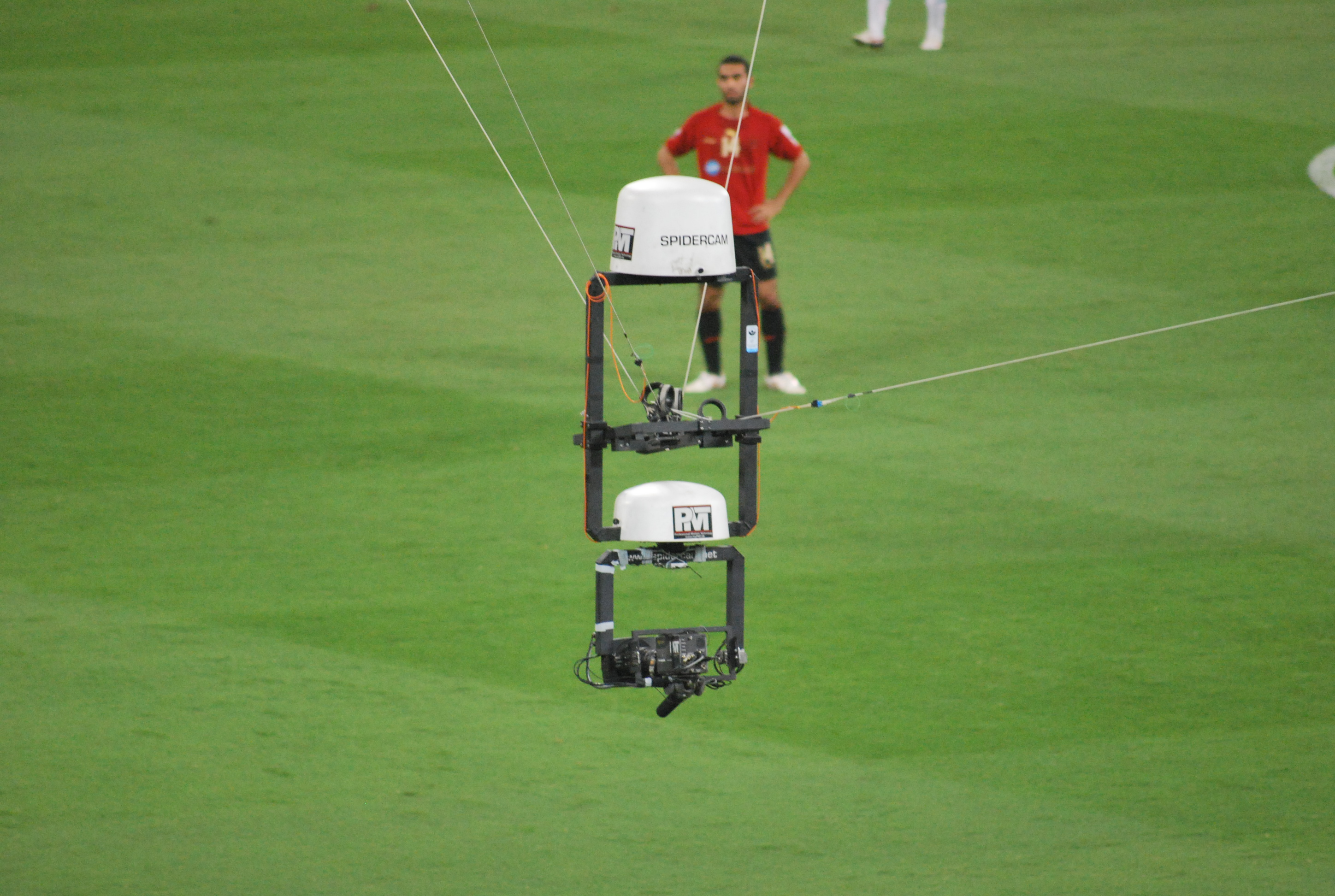

El Spidercam és un sistema de cables utilitzat per a càmeres de cinema i televisió que permet un moviment fluid per l'aire. Se sol utilitzar en la cobertura televisiva d'esdeveniments esportius. El sistema consta de quatre cables motoritzats que permeten controlar tota la superfície oferint imatges des perspectives inabastables per altres sistemes de càmera.
Una Spidercam pot fer una panoràmica de 360 graus, i a més compta amb funció de zoom i estabilitzadors d'imatge. Mai baixa més dels 10 metres i en cas de xuts a porteria pot ser elevada a l'altura de l'estadi.

## Història
Jens C. Peters, fundador de CCSystems Inc., va desenvolupar el sistema Spidercam. Va crear la companyia CCSystems Inc. l'any 2000 amb l'objectiu específic de crear un sistema de suspensió per a càmeres basat en cables i que fos completament funcional, capaç de moure la càmera no només lateralment o horitzontalment, sinó també verticalment, per tal d'oferir així un moviment tridimensional complet.
La primera prova exitosa del sistema de Spidercam va tenir lloc en un gran saló d'actes a Cartínia, Àustria, el 2003. L'any 2005 el sistema va ser utilitzat per primera vegada en una producció televisiva, també a Àustria. Durant aquell mateix any Jens C. Peters treballa amb la companyia alemanya PMT Professional Motion Technology GmbH, especialitzada en tecnologia de càmeres fotográfiques, per a millorar i aplicar certes modificacions al seu sistema de Spidercam, aconseguint que finalment surti al mercat.
Inicialment el sistema Spidercam es va utilitzar a grans esdeveniments en viu, per exemple: 
- Concerts: Kylie Minogue a Austràlia (2006), Robbie Williams a Gran Bretanya o The Police a l'Argentina (2007).
- Programes de televisió: Festivals de la Cançó d'Eurovisió a Grècia (2006) i Finlàndia (2007)[2]
- Esdeveniments esportius: Campionat d'Europa de Natació a Hongría (2006), Red Bull X-Fighters a Mèxic i Espanya, Final de la Lliga de Campions de la UEFA[3]

PMT també ofereix sistemes de Spidercam compatibles o pensats per a càmeres de cinema de 35 mm.
L'any 2007 Jens C. Peters s'associa amb l'empresari austríac Herbert Neff per a fundar la companyia Spidercam GmbH. Des d'aquell moment l'ús del Spidercam s'ha estès a molts països, on Spidercam GmbH ofereix personal, equips d'emissió i formació per a operadors a empreses de producció audiovisual. Spidercam Gmbh disposa també d'un departament d'enginyers que treballa per millorar la Spidercam i per desenvolupar aplicacions especials que puguin satisfer les necessitats i peticions dels clients.

## Muntatge i funcionament
Es fixa una càmera a la part inferior d'un carro portacàmeres. Normalment, també s'utilitza una sabatilla estabilitzadora per evitar que les gravacions quedin mogudes, afegit a la finalitat de poder moure la càmera mateixa, a més del moviment que permet el carro portacàmeres. Amb l'ajut de cables tensats, que en casos de pluja es subjecten en grues, així es pot moure el carro. Segons el muntatge del sistema, les possibilitats de moviment poden anar des d'un eix horitzontal fins al desplaçament tridimensional. El control del sistema sol executar-se a distància teledirigidament des del terra, de manera que la càmera i el carro portacàmeres es manegen per separat. Aleshores segueix la transmissió de la imatge per ones de ràdio o pels cables de fibra òptica.

## Sistemes de Spidercam
- SC-FIELD: Pensat per a grans produccions en exteriors o esdeveniments a grans estadis. Per exemple partits de futbol, competicions d'hípica o concerts.
- SC-FILM: Té una major càrrega útil per a permetre l'ús de càmeres digitals i analògiques més pesades, com acostumen a ser les càmeres cinematogràfiques. És compatible amb càmeres com la Red One o càmeres de 35mm.
- SC-2D: Pensada per cobrir trams estrets, es pot utilitzar com un sistema normal de punt a punt.
- SC-LIGHT: Dissenyada per funcionar en llocs més petits, com estudis de televisió o estadis esportius interiors. Els seus components presenten un pes i una mida reduïts, aconseguint que sigui més fàcil de transportar i configurar. Té un radi d'acció més ampli que qualsevol grua o sistema similar i la seva mida permet que s'aproximi molt al sostre de l'espai de gravació.
- SC-BOW: És un sistema de càmera 2D que utilitza cables per transportar una plataforma de càmera (Dolly) al llarg d'una pista entre dos punts de muntatge. El disseny de la SC-Bow permet canviar la seva altitud en qualsevol moment. Mitjançant joysticks es controlen la direcció, l'altitud i la velocitat del dolly.[4]

## Fabricants de sistemes Spidercam
- CableCam (USA, des de 1989) Arxivat 2017-12-08 a Wayback Machine.
- CAMCAT (Àustria, des de 1995)
- Spidercam (Alemanya i Àustria) Arxivat 2017-12-08 a Wayback Machine.